# Гладко
Гла́дко (рос. Гладко) — присілок в Кезькому районі Удмуртії, Росія.
Населення — 20 осіб (2010; 30 в 2002).
Національний склад станом на 2002 рік:
- удмурти — 57 %
- росіяни — 43 %